# 大鱗裂尾魚
大鱗裂尾魚（学名：Pogonichthys macrolepidotus）是輻鰭魚綱鯉形目雅羅魚科的其中一個種，分布於北美洲美國加州舊金山海灣三角洲與薩克拉門托河下游，本魚體細長，嘴角有微小的觸鬚，背鰭有9-10條鰭條，胸鰭有16-19條鰭條，腹鰭有8-9條鰭條，臀鰭有7-9條鰭條，側面顏色為銀色，背面為暗橄欖灰色，在繁殖季節，魚鰭呈紅橙色，雄性的顏色變深，頭部和鰭基長出白色結節，體長可達44公分，棲息於河川與湖泊的洄水區與水池，能容忍半鹹水水域，以底棲無脊椎動物為食。